# واسیلی سولومین
واسیلی سولومین (روسی: Василий Анатольевич Соломин؛ ۵ ژانویهٔ ۱۹۵۳ – ۲۸ دسامبر ۱۹۹۷) بوکسور اهل اتحاد جماهیر شوروی سوسیالیستی بود.